# Wahlbezirk Österreich ob der Enns 2
Der Wahlbezirk Österreich ob der Enns 2 war ein Wahlkreis für die Wahlen zum Abgeordnetenhaus im österreichischen Kronland Österreich ob der Enns (Oberösterreich). Der Wahlbezirk wurde 1907 mit der Einführung der Reichsratswahlordnung geschaffen und bestand bis zum Zusammenbruch der Habsburgermonarchie.

## Geschichte
Nachdem der Reichsrat im Herbst 1906 das allgemeine, gleiche, geheime und direkte Männerwahlrecht beschlossen hatte, wurde mit 26. Jänner 1907 die große Wahlrechtsreform durch Sanktionierung von Kaiser Franz Joseph I. gültig. Mit der neuen Reichsratswahlordnung schuf man insgesamt 516 Wahlbezirke, wobei mit Ausnahme Galiziens in jedem Wahlbezirk ein Abgeordneter im Zuge der Reichsratswahl gewählt wurde. Der Abgeordnete musste sich dabei im ersten Wahlgang oder in einer Stichwahl mit absoluter Mehrheit durchsetzen. Der „Wahlbezirk Österreich ob der Enns 2“ umfasste den östlichen Teil der Stadt Linz, genauer gesagt der „vom Wahlbezirk 1 östlich gelegene Teil, welcher durch die Blumauerstraße, Göthestraße, Starhembergstraße, Huemerstraße, Museumstraße, Quergasse, Keplerstraße, Prunnerstraße, Eisenbahnstraße, Donaustraße, Umschlagplatz begrenzt wird (ausschließlich dieser Straßen und Plätze)“.
Aus der Reichsratswahl 1907 ging Josef Gruber (Sozialdemokratische Arbeiterpartei) als Sieger hervor. Bei der Reichsratswahl 1911 unterlag Gruber dem Kandidaten der Deutschen Volkspartei Franz Dinghofer bereits im ersten Wahlgang.

## Wahlen

### Reichsratswahl 1907
Die Reichsratswahl 1907 wurde am 14. Mai 1907 (erster Wahlgang) sowie am 23. Mai 1907 (Stichwahl) durchgeführt.

#### Erster Wahlgang
| Kandidat                                                                    | Partei                             | Wahlkreisstimmen | Prozent |
| --------------------------------------------------------------------------- | ---------------------------------- | ---------------- | ------- |
| Julius Löcker                                                               | Deutsche Volkspartei               | 1325             | 43,3 %  |
| Josef Gruber                                                                | Sozialdemokratische Arbeiterpartei | 974              | 31,9 %  |
| Hermann Esser                                                               | Christlichsoziale Partei           | 723              | 23,7 %  |
| Sonstige                                                                    |                                    | 35               | 1,1 %   |
| Wahlberechtigte: 3410, Ungültige/Leere Stimmen: 72, Wahlbeteiligung: 91,8 % |                                    |                  |         |

#### Stichwahl
| Kandidat                                                                     | Partei                             | Wahlkreisstimmen | Prozent |
| ---------------------------------------------------------------------------- | ---------------------------------- | ---------------- | ------- |
| Josef Gruber                                                                 | Sozialdemokratische Arbeiterpartei | 1465             | 51,2 %  |
| Julius Löcker                                                                | Deutsche Volkspartei               | 1398             | 48,8 %  |
| Wahlberechtigte: 3410, Ungültige/Leere Stimmen: 203, Wahlbeteiligung: 89,9 % |                                    |                  |         |

### Reichsratswahl 1911
Die Reichsratswahl 1911 wurde am 13. Juni 1911 durchgeführt. Die Stichwahl entfiel auf Grund des absoluten Mehrheit von Dinghofer im ersten Wahlgang.
| Kandidat                                                                    | Partei                             | Wahlkreisstimmen | Prozent |
| --------------------------------------------------------------------------- | ---------------------------------- | ---------------- | ------- |
| Franz Dinghofer                                                             | Deutsche Volkspartei               | 1647             | 53,7 %  |
| Josef Gruber                                                                | Sozialdemokratische Arbeiterpartei | 749              | 24,4 %  |
| Johann Herbsthofer                                                          | Christlichsoziale Partei           | 642              | 20,9 %  |
| Sonstige                                                                    |                                    | 30               | 1,0 %   |
| Wahlberechtigte: 3440, Ungültige/Leere Stimmen: 75, Wahlbeteiligung: 91,4 % |                                    |                  |         |